# Anthophora alluaudi
Anthophora alluaudi är en biart som beskrevs av Pérez 1902. Anthophora alluaudi ingår i släktet pälsbin, och familjen långtungebin. Inga underarter finns listade i Catalogue of Life.

## Bildgalleri

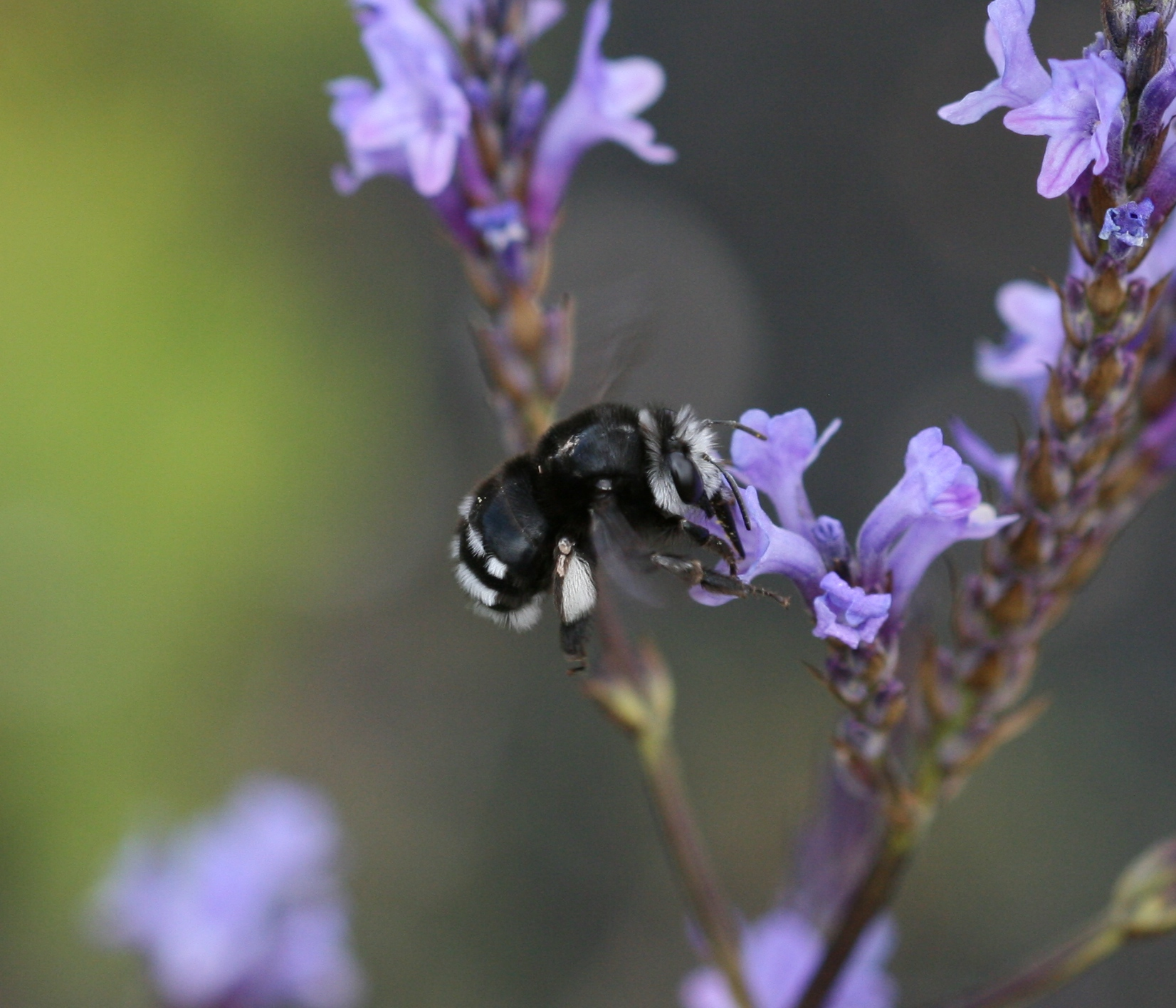